# Wafer
Il wafer, chiamato anche fru fru nell'Italia centro-meridionale, è un biscotto, formato da due o più cialde sovrapposte e inframezzate da uno strato di crema solida a base di cioccolato, vaniglia o altri ingredienti. 

## Descrizione
Il nome potrebbe derivare da waba, termine di origine incerta (anglosassone o germanica) che indicava il nido delle api: di fatto, la superficie del biscotto è stampata con una sorta di reticolo che ricorda appunto l'alveare. 
Le cialde vengono preparate con farina, uova, burro e lievito cucinati in appositi stampi che conferiscono sottigliezza e imprimono il disegno alla superficie del biscotto.

## Storia
Si possono rinvenire gli antenati dei wafer nel biscotto belga gaufre con la tipica forma a grata (il cui nome significa, analogamente a waba, “nido d’api”), nel waffel tedesco, più grande e morbido, ed in altri esempi in tutta Europa.
Il wafer era conosciuto già nel XV secolo in tutta Europa, dove era stato portato dai cialdonai inglesi. I biscotti si diffusero rapidamente e in Italia le prime testimonianze scritte degne di nota portano la firma di Lorenzo il Magnifico.
Bisogna però aspettare la fine del XIX secolo prima che la produzione raggiungesse il grande pubblico. Vennero infatti prodotti per la prima volta su scala industriale con il nome di Neapolitaner wafer ("wafer napoletani") dall'azienda austriaca Manner nel 1898. Il termine Neapolitaner wafer deriva dall'utilizzo, per la preparazione della farcitura, di nocciole provenienti da Napoli, più precisamente da Avella (AV). 
Nel 1925 fu fondata in Alto Adige l'azienda Loacker che dagli anni 70 del XX secolo divenne uno dei principali produttori europei. Fra le aziende che hanno fatto la storia dei wafer c'è anche Babbi, fondata dall'omonima famiglia romagnola nel 1952 che ideò i Wafer Viennesi e i Waferini: i primi farciti con crema alla vaniglia e ricoperti da cioccolato fondente, i secondi di piccole dimensioni, farciti in gusti diversi.